# Ana Diaz
Ana Diaz, nata Ana Gabriela Esmeralda Diaz Molina (Västerås, 7 giugno 1977), è una cantante svedese di origini finlandesi e venezuelane.

## Biografia
Ana Diaz è salita alla ribalta col primo album in studio Tröst och vatten (2020), arrivato nella top ten della Sverigetopplistan e certificato oro dalla IFPI Sverige con oltre 15 000 unità equivalenti; il disco, riconosciuto con un premio Grammis, contiene il brano di successo 100, prima top twenty della cantante certificata disco di platino.
L'EP Så mycket bättre 2020 - Tolkningarna, pubblicato nel dicembre 2020, è costituito dalle tracce Vara vänner, Vår lilla stad, Fait accompli, Regnet e Askan är den bästa jorden, tutte e cinque entrate nella hit parade svedese.

## Discografia

### Album in studio
- 2020 – Tröst och vatten

### EP
- 2016 – Lyssna del 1
- 2016 – Lyssna del 2
- 2020 – Så mycket bättre 2020 - Tolkningarna

### Singoli
- 2015 – Fyll upp mitt glas nu
- 2016 – Starkare
- 2016 – Nästan där
- 2016 – Det var du
- 2017 – Vet du jag är över dig
- 2019 – 100
- 2019 – Allt e lättare på sommarn (feat. Parham)
- 2019 – Bättre sen
- 2020 – Bästis
- 2020 – Vår lilla stad
- 2020 – Askan är den bästa jorden
- 2020 – Fait accompli
- 2020 – Regnet
- 2020 – Vara vänner
- 2021 – Vikommerådö
- 2022 – Evigt ung